# 蓮野村
蓮野村（はすのむら）は、かつて新潟県北蒲原郡にあった村。

## 沿革
- 1889年（明治22年）4月1日 - 町村制施行に伴い北蒲原郡蓮野村、二本松新田、別行村、大夫興野が合併し、蓮野村が発足。村役場は大字蓮野に設置[2]。
- 1906年（明治39年）4月1日 - 北蒲原郡聖籠村、蓮潟村、藤井村（一部）と合併し、聖籠村を新設して消滅。

## 出身・ゆかりのある人物
- 二宮孝順（新潟県多額納税者、新潟士族、農業、大地主）[3]

県下の大地主であり、農業を営み、多額納税者として知られた。五女・ヨシは新潟県多額納税者で、大地主の白勢友彌の妻。